# رشید الحاج ابراهیم
رشید الحاج ابراهیم (عربی: رشيد الحاج إبراهيم؛ زاده: ۱۸۸۹ – درگذشته: ۱۹۵۳) در حیفا به دنیا آمد، وی بازرگان و فعال ملی عربی؛ عضو کمیته رهبری در حزب استقلال (۱۹۳۲–۱۹۴۸)؛ عضو کمیته ملی در حیفا بود.

## فعالیت‌ها و مناصب
رشید الحاج ابراهیم «یک عرب» از شهر حیفا؛ یکی از رهبران این شهر قبل از فاجعه فلسطین بود.
او فعالیت‌های خود را در صفوف جنبش ملی و میهنی در مبارزه با استعمار و شهرک سازی توسط یهودیان در فلسطین را انجام می‌داد.
او عهده‌دار سرپرست مناصب مهم بازرگانی در شهر را؛ به دلیل اینکه از رهبری حزب استقلال عربی بود را بر عهده داشت.
او نماینده حیفا در کنفرانس سوریه در دمشق در سال ۱۹۱۹ و ۱۹۲۰ بود.